# Kopalnia ropy naftowej w Bóbrce
Kopalnia ropy naftowej w Bóbrce, obecnie Muzeum Przemysłu Naftowego i Gazowniczego im. Ignacego Łukasiewicza – otwarta w 1854 roku i nadal działająca, kopalnia ropy naftowej w Bóbrce w Gminie Chorkówka, koło Krosna. Jej założycielami byli Ignacy Łukasiewicz, Tytus Trzecieski i Karol Klobassa-Zrencki.

## Charakterystyka
Była to pierwsza na świecie kopalnia, w której wydobywano ropę naftową. Pośrodku kopalni stoi kamienny obelisk ustawiony przez I. Łukasiewicza w 1872 na pamiątkę jej założenia. W 1982 odsłonięto popiersie twórcy polskiego przemysłu naftowego Ignacego Łukasiewicza.
Twórcą i współzałożycielem pierwszego w Europie skansenu naftowego – muzeum w Bóbrce był inż. Adam Hoszowski, a także inż. Górka.
W 2018 kopalnia została wpisana na listę pomników historii w ramach akcji „100 Pomników Historii na stulecie odzyskania niepodległości”.

## SzybyFranekiJanina
W latach 1854–1880 wydrążono tu ręcznie ponad 60 szybów, o głębokości od kilku do 150 metrów. Szyby, inaczej kopanki, Franek i Janina powstały ok. 1860 roku. Franek miał ok. 50 metrów, a wykopana później Janina – 132 metry głębokości.

## Galeria

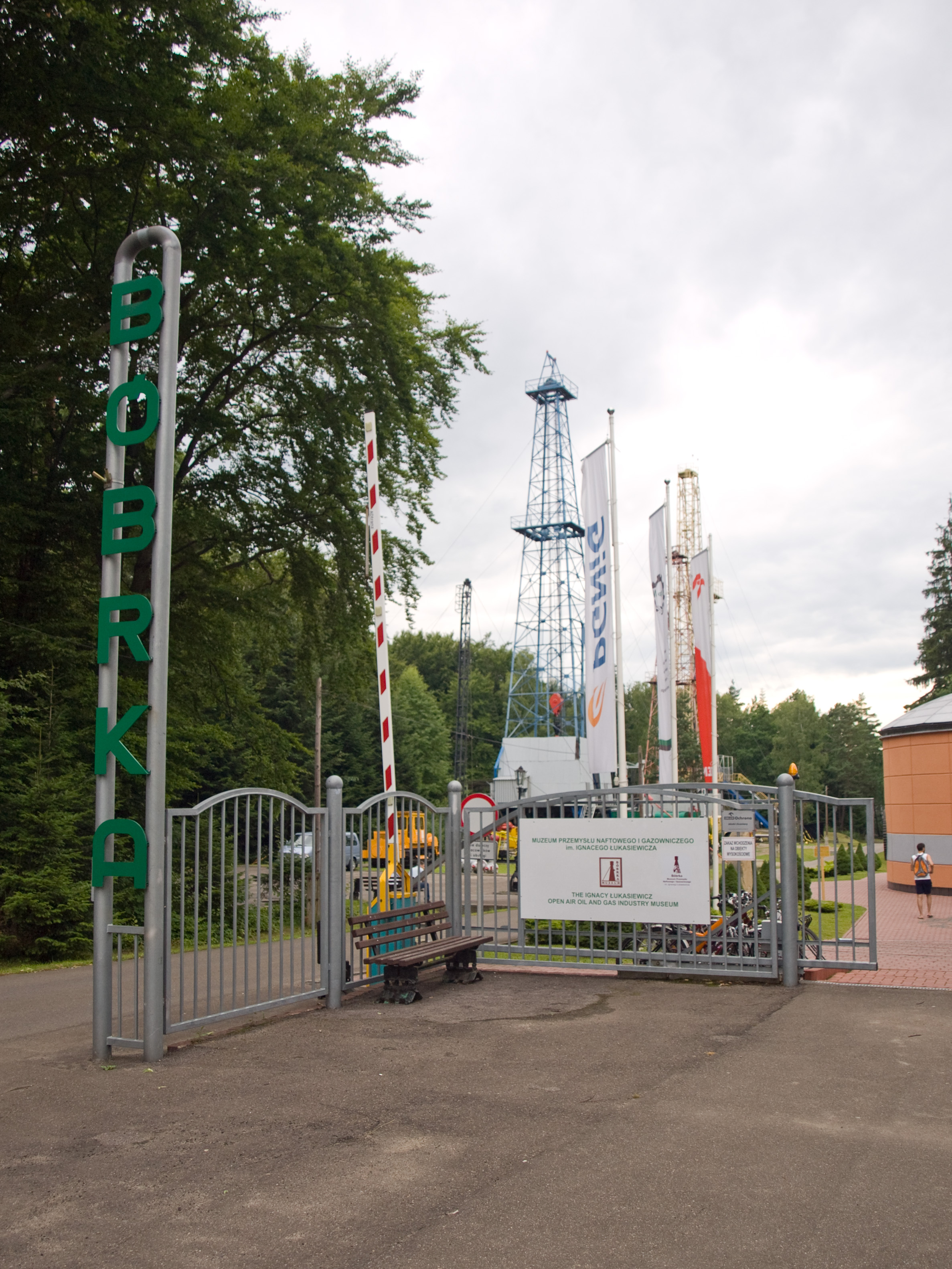
Brama prowadząca do muzeum
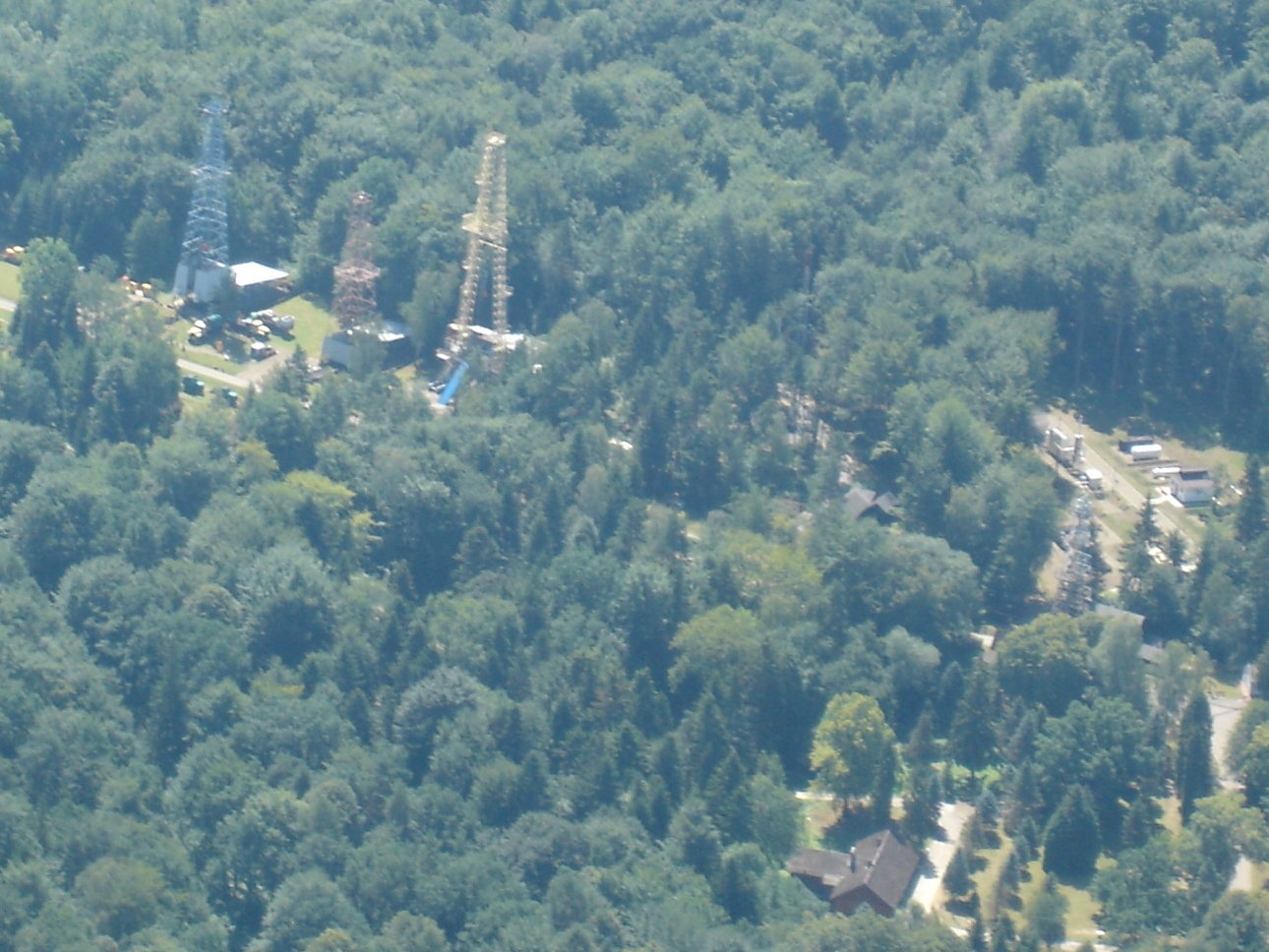
Skansen widziany z góry
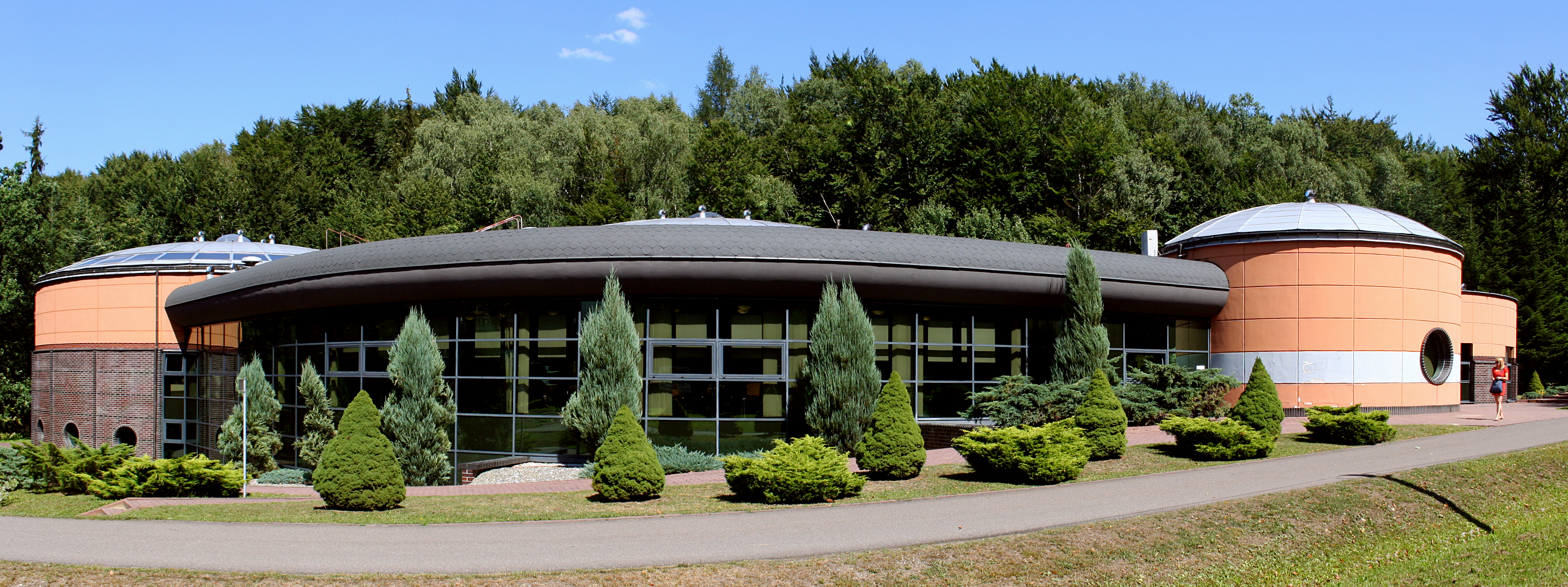
Muzeum
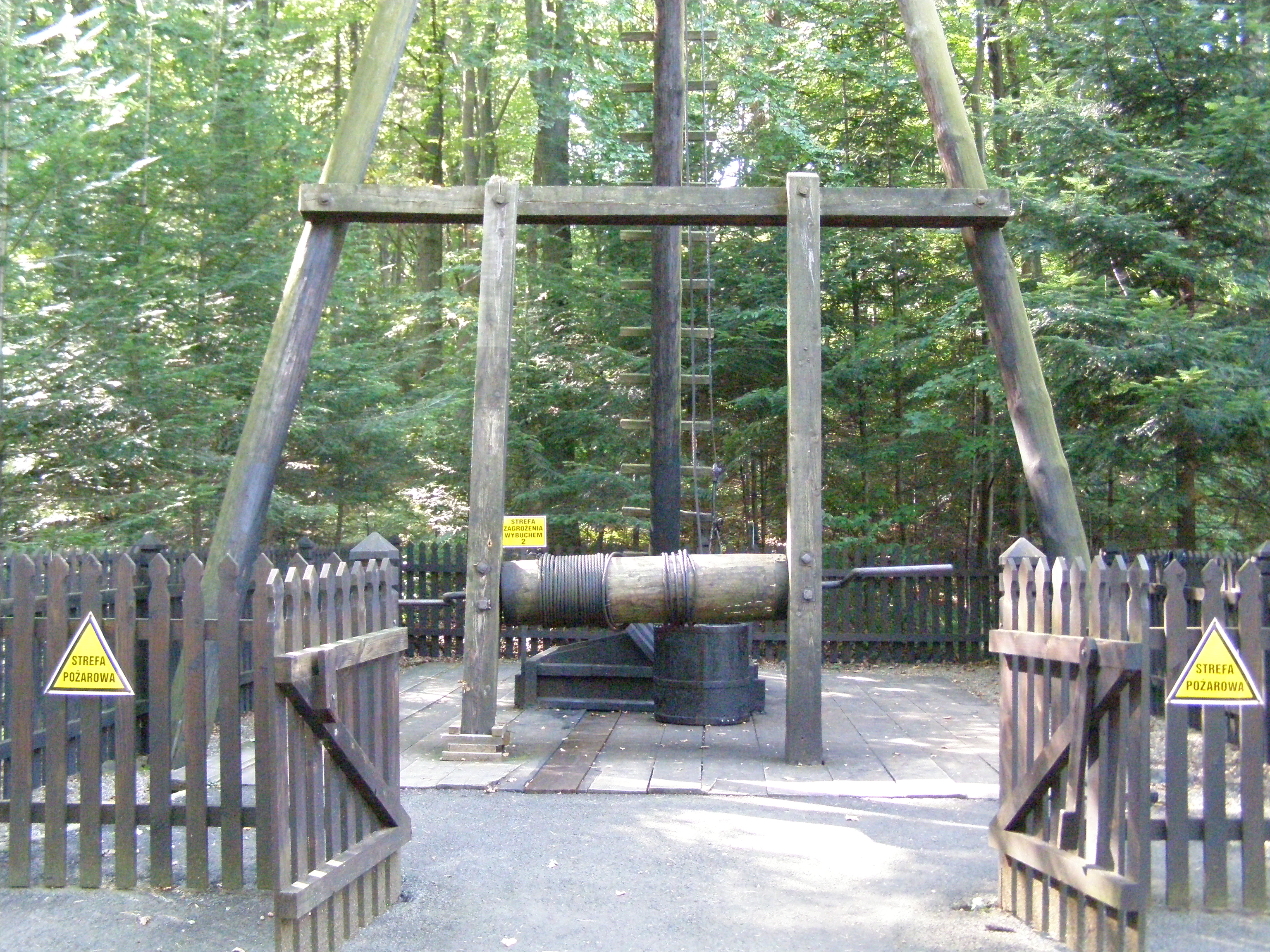
Franek
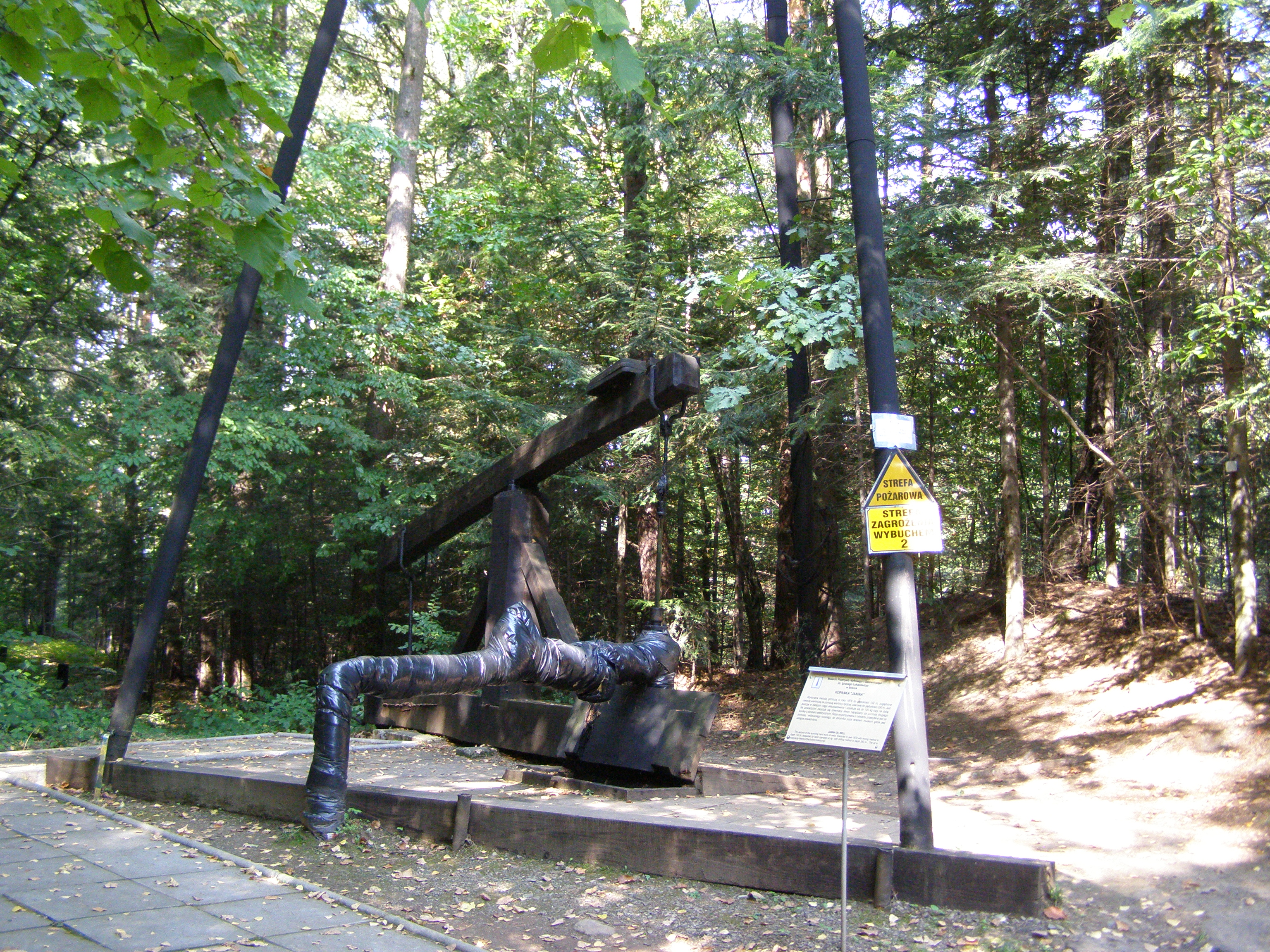
Janina
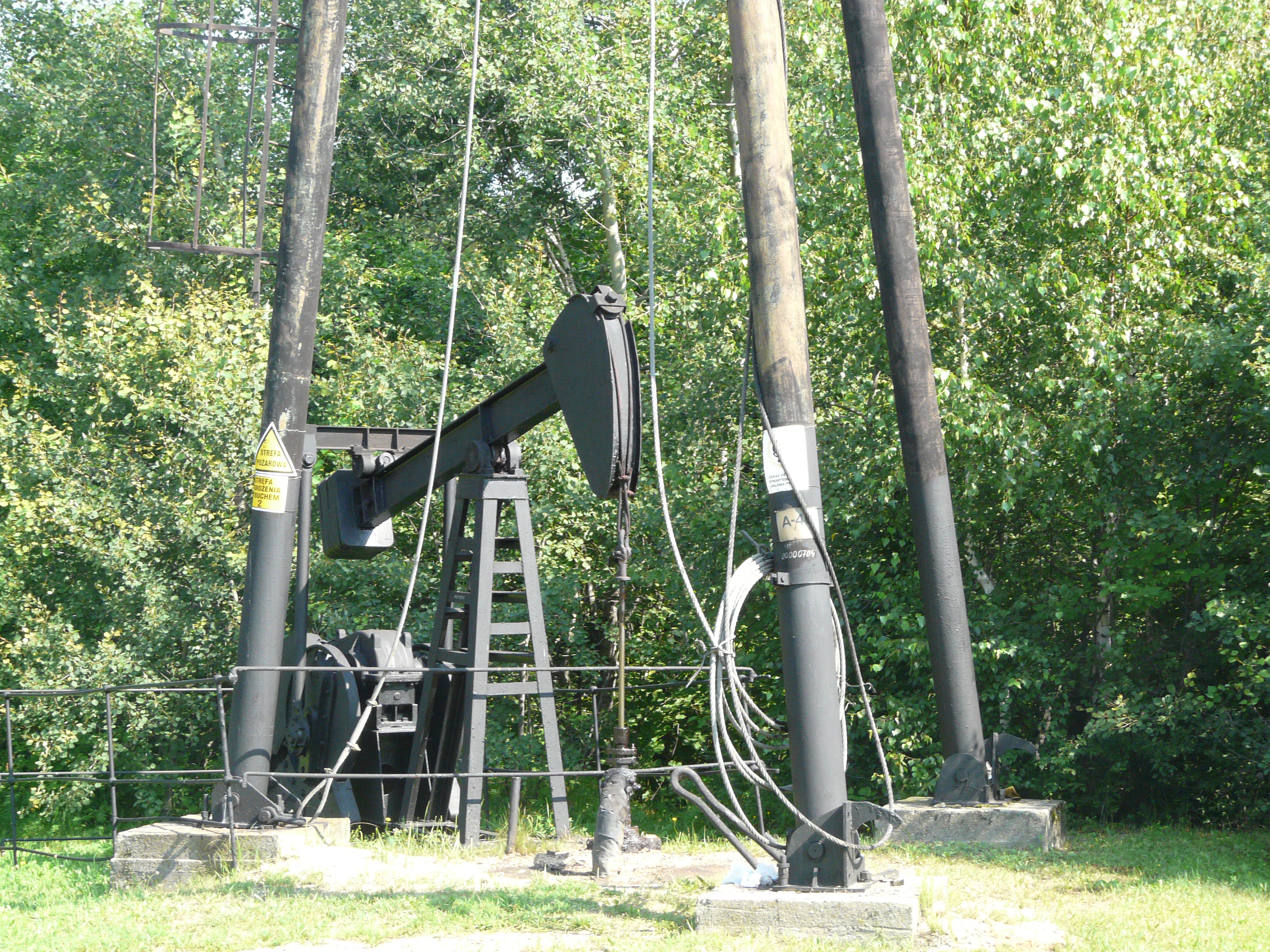
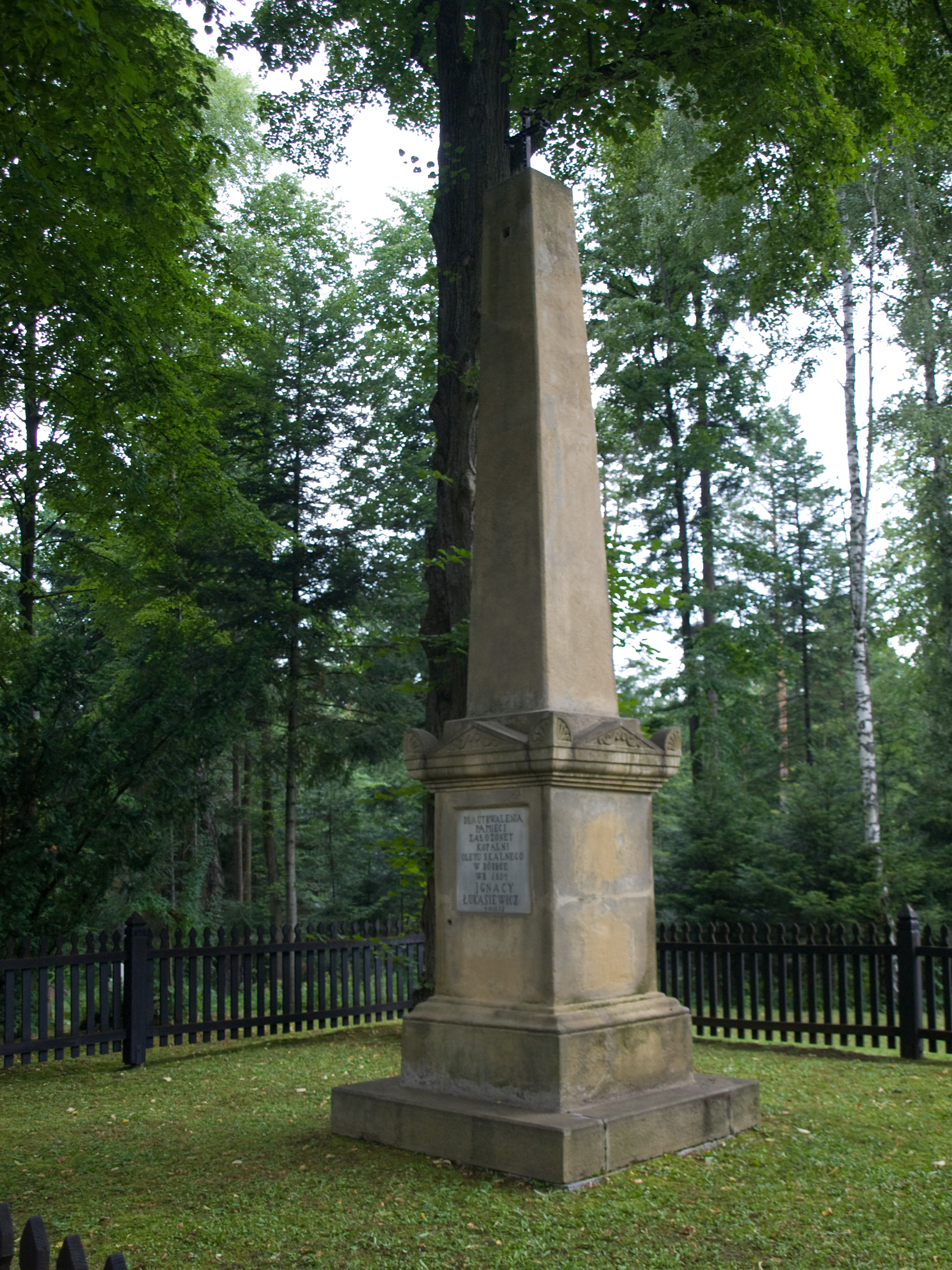